# Pułap płacowy
Ten artykuł należy dopracować:

przedstawiono sytuację tylko z polskiej perspektywy – artykuł powinien być przekrojowy.
Pomóż go poprawić. 
Pułap płacowy – poziomy płac, które mogą być określane, w praktyce, wyłącznie wobec komercyjnych podmiotów państwowych. Uzasadnieniem tego jest często polityczny a nie rynkowy dobór kadry zarządzającej. 
Ustawa "kominowa" z 2000 roku ustalała maksymalną wysokość wynagrodzenia kadry zarządzającej tymi jednostkami według różnych stanowisk do sześciokrotności przeciętnego wynagrodzenia w gospodarce. Ustawa kominowa dotyczyła tylko spółek, w których Skarb Państwa miał powyżej 50% udziałów w kapitale spółki.